# Fred Lawrence Whipple
Fred Lawrence Whipple (Red Oak, 5 novembre 1906 – Cambridge, 30 agosto 2004) è stato un astronomo statunitense.
È ricordato per aver definito, dopo lunghi studi che ne misero in evidenza la composizione, le comete come palle di neve sporche, definizione ancora usata per descrivere tali corpi celesti. Ha scoperto parecchie comete tra cui la 36P/Whipple e la C/1942 C1 Whipple-Bernasconi-Kulin.

## Onorificenze
- Leonard Medal della Meteoritical Society (1970)
- Gold Medal of the Royal Astronomical Society (1983)
- Bruce Medal della Astronomical Society of the Pacific (1986)
- Henry Norris Russell Lectureship della American Astronomical Society (1987)

## Portano il suo nome
- L'asteroide 1940 Whipple
- Il cratere Whipple, un cratere lunare di 15,7 km di diametro[1]
- L'osservatorio Fred Lawrence Whipple, gestito dallo Smithsonian Astrophysical Observatory
- Lo scudo di Whipple, una protezione per satelliti e veicoli spaziali orbitanti per proteggerli dagli impatti di corpi esterni naturali ed artificiali (detriti)
- Whipple Award della American Geophysical Union (1990)